# محمد صبحی (بازیکن فوتبال، زاده ۱۹۹۹)
محمد صبحی (عربی: محمد صبحي محمد دادر؛ زادهٔ ۱۵ ژوئیهٔ ۱۹۹۹) بازیکن فوتبال اهل مصر است که در حال حاضر برای باشگاه ورزشی زمالک بازی می‌کند. 
از باشگاه‌هایی که در آن بازی کرده است می‌توان به باشگاه فوتبال الاتحاد اشاره کرد.
وی همچنین در تیم‌های ملی فوتبال زیر ۲۰ سال مصر، زیر ۲۳ سال مصر و مصر بازی کرده است.